# Rijk van Odoaker
Het Rijk van Odoaker bestond van 4 september 476 tot 15 maart 493 en was de staatkundige opvolger van het West-Romeinse Rijk in het Romeinse kerngebied Italië. Het ontstond door de opstand van Germaan Odoaker, een Herulisch-Skirische huurling in het Romeinse leger van hoge rang, die op 4 september de West-Romeinse keizer Romulus Augustulus afzette en vervolgens de Oost-Romeinse keizer Zeno als staatshoofd erkende. Hiermee kwam een einde aan het West-Romeinse Rijk dat ontstond in 285 door de administratieve verdeling in een oost- en westdeel door keizer Diocletianus. De facto was de Oost-Romeinse invloed minimaal en bestuurde Odoaker de Italiaanse provincie zelfstandig. Omdat Odoaker het Romeinse leger en administratie-, rechts- en belastingstelsel en de Senaat in stand hield, kon hij zichzelf verzekeren van grote steun onder het volk en de senatoren.

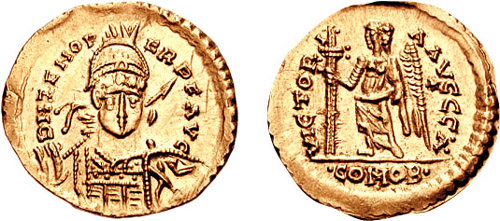
Een solidus met de afbeelding van Odoaker.

## Intern bestuur
Het binnenlands beleid dat Odoaker voerde was over het algemeen gematigd, maar er zijn teksten die melding maken van een toename van de belastingdruk. 
Op religieus gebied was Odoaker de auteur van een decreet dat na de verkiezing van Felix II in 483 werd uitgevaardigd. Het verbood de paus om land of ornamenten van de Romeinse kerk te vervreemden en iedereen die de verordening overtrad, dreigde met het anathema. Een synode die in 502 door paus Symacus werd bijeengeroepen na de afzetting en dood van Odoaker veroordeelde dit decreet als een onaanvaardbare inmenging van de burgerlijke macht in kerkelijke aangelegenheden.

## Oorlogen
Bij aanvang omvatte Odoakers rijk slechts het vasteland van Italië. In 477 rustte hij een leger uit waarmee hij Sicilië veroverde op de Vandalen. Julius Nepos, die in Dalmatia nog stand had gehouden en aanspraken maakte op de Westelijke keizerstitel, werd op 25 april 480 vermoord door zijn eigen soldaten. Een of twee jaar later  trok Odoaker op tegen Ovida die Nepos plaats had overgenomen en versloeg diens leger op 9 december 481 of 482; Dalmatia werd bij zijn rijk gevoegd.
Odoaker leidde in de jaren 487-488 twee veldtochten tegen de Rugiërs in de voormalige provincie Noricum, die hij beiden won. De verdreven Rugiërs verbonden zich daarop met de Oost-Goten, die vanaf 489 als bondgenoten van Zeno van Byzantium (de Oost-Romeinse keizer) het rijk van Odoaker aanvielen. Onder leiding van Theoderik de Grote behaalden de Oost-Goten een reeks van zeges: bij Aquileia in 488, bij Verona in 489 en bij de rivier de Adda in 490. Hierop belegerden zij Ravenna drie jaar lang. Daar geen van beiden kon winnen, sloten Odoaker en Theoderik op 2 februari 493 een verdrag om ieder over de helft van Italië te heersen. Echter, bij een feestmaal om dit verdrag te vieren op 15 maart, doodde Theoderik, na een toespraak te hebben gehouden, Odoaker met eigen handen. Zijn koninkrijk ging over in het Ostrogotische Rijk.

## Leger
Het Romeinse leger bleef onder Odoaker in stand. Pas met de verovering van Italia door Theodorik in 493 kwam er definitief einde aan en hield het op te bestaan. 